# Barthélemy d'Armancourt
Barthélemy Rousseau, dit d'Armancourt, est un acteur français né à Aubeterre-sur-Dronne (Charente) en 1728 et mort après 1787.
Il arrive à Stockholm vers 1755 et fait partie de la troupe Dulondel. Le 27 décembre 1764, il épouse Antoinette Morel, sœur cadette de Marguerite Morel âgée de seize ans. Il reste en Suède jusqu'en 1771, date à laquelle la troupe française est remerciée.
On le retrouve ensuite à Montpellier l'année suivante, comme régisseur du théâtre, puis comme « secrétaire archiviste du Languedoc » quatre ans plus tard. On perd sa trace après 1787.